# Mauryców (powiat bełchatowski)
Mauryców – wieś w Polsce położona w województwie łódzkim, w powiecie bełchatowskim, w gminie Zelów.
W latach 1975–1998 miejscowość należała administracyjnie do województwa piotrkowskiego.
Zgodnie z danymi z 2011 roku wieś zamieszkiwało 351 osób.
 przez wieś biegnie Łódzka Magistrala Rowerowa N-S